# Šplhalkovití
Šplhalkovití (Anyphaenidae) jsou čeleď pavouků. Šplhalky jsou rozšířeny celosvětové, největší diverzity však dosáhly především ve Střední a Jižní Americe. V Česku žijí dva druhy šplhalek: šplhalka keřová (Anyphaena accentuata) a šplhalka tmavá (A. furva).

## Popis
Šplhalkovití dosahují velikosti těla 2,5 až 17 mm, druhy žijící v Česku jsou převážně menší, nepřesahující 9 mm. Hřbetní štít hlavohrudi (karapax) je vejčitý, zaoblený nebo obdélníkový, delší než širší nebo téměř stejně široký jako dlouhý. Fovea, rýha na svrchní části hlavohrudi, která vyznačuje místo, do nějž se zanořuje kutikula, je podélná. Hrudní štít (sternum) ze spodní strany hlavohrudi je delší než širší, oválného tvaru, se špičatým nebo zaobleným vrcholem, přední okraj může být konkávní. Zadeček je oválný až úzce protáhlý, u samců jen o něco málo větší než hlavohruď, u samic podstatně výraznější. Na spodní straně posledních dvou článků končetin je vrstva přilnavých chloupků, které těmto pavoukům umožňují pohybovat se i po hladkém povrchu. Poslední článek chodidla je vybaven dvěma drápky. Očí je osm, ve dvou řadách.

## Biologie
Jde o noční aktivní lovce, kteří den přečkávají v pavučinovém zámotku. Většina druhů se vyskytuje v tropických pralesích.

## Seznam rodů
Na základě  (k srpnu 2022):
- Acanthoceto
- Aljassa
- Amaurobioides
- Anyphaena
- Anyphaenoides
- Arachosia
- Araiya
- Australaena
- Axyracrus
- Aysenia
- Aysenoides
- Aysha
- Bromelina
- Buckupiella
- Coptoprepes
- Ferrieria
- Gamakia
- Gayenna
- Gayennoides
- Hatitia
- Hibana
- Iguarima
- Ilocomba
- Isigonia
- Italaman
- Jessica
- Josa
- Katissa
- Lepajan
- Lupettiana
- Macrophyes
- Mesilla
- Monapia
- Negayan
- Osoriella
- Otoniela
- Oxysoma
- Patrera
- Phidyle
- Philisca
- Pippuhana
- Rathalos
- Sanogasta
- Selknamia
- Shuyushka
- Sillusv
- Sinophaena
- Tafana
- Tasata
- Temnida
- Teudis
- Thaloe
- Timbuka
- Tomopisthes
- Umuara
- Wulfila
- Wulfilopsis
- Xiruana